# 3369 Freuchen
3369 Freuchen este un asteroid din centura principală, descoperit pe 18 octombrie 1985, de Poul Jensen și Karl Augustesen.